# Les Masies de Voltregà
Les Masies de Voltregà – gmina w Hiszpanii, w prowincji Barcelona, w Katalonii, o powierzchni 22,19 km². W 2011 roku gmina liczyła 3144 mieszkańców.